# Борисов Сергій Олександрович
Сергій Олександрович Борисов (нар. 25 березня 1955, Москва, СРСР) — радянський хокеїст і російський тренер.

## Спортивна кар'єра
Вихованець хокейної школи московського «Спартака». Виступав за команди «Локомотив» (Москва), «Крила Рад» (Москва), «Кристал» (Саратов), «Сокіл» (Київ), «Спартак» (Москва), «Кристал» (Електорсталь), «Медвешчак» (Загреб, Югославія), «Металург» (Череповець), «Блед» (Словенія), «Акроні» (Єсеніце, Словенія).
У вищій лізі радянського хокею провів 390 матчів, 15 закинутих шайб, 44 результативні передачі. Срібний призер чемпіонатів СРСР 1982, 1984; бронзовий — 1983, 1986.
Працював головним тренером у клубах «Акроні» (Єсеніце), «Кристал» (Електорсталь), «Крила Рад» (Москва), «Твер», ЦСКА-2 (Москва), «Хімік» (Воскресенськ), «Саров» і збірній Литви.

## Статистика
Статистика виступів у чемпіонаті СРСР:
| Клуб                     | Вища ліга | Вища ліга | Вища ліга | Вища ліга | Вища ліга | Перша ліга | Перша ліга | Перша ліга | Перша ліга | Перша ліга |
| Клуб                     | І         | Г         | П         | О         | ШХ        | І          | Г          | П          | О          | ШХ         |
| ------------------------ | --------- | --------- | --------- | --------- | --------- | ---------- | ---------- | ---------- | ---------- | ---------- |
| «Локомотив» (Москва)     | —         | —         | —         | —         | —         | 50         | 1          | 2          | 3          | 45         |
| «Крила Рад» (Москва)     | 45        | 0         | 3         | 3         | 50        | 11         | 2          | 3          | 5          | 12         |
| «Кристал» (Саратов)      | 33        | 0         | 0         | 0         | 31        | 77         | 8          | 4          | 12         | 91         |
| «Сокіл» (Київ)           | 85        | 3         | 9         | 12        | 78        | —          | —          | —          | —          | —          |
| «Спартак» (Москва)       | 228       | 12        | 35        | 47        | 183       | —          | —          | —          | —          | —          |
| «Кристал» (Електорсталь) | —         | —         | —         | —         | —         | 141        | 13         | 18         | 31         | 116        |
| «Металург» (Череповець)  | —         | —         | —         | —         | —         | 11         | 2          | 2          | 4          | 24         |
| Усього                   | 391       | 15        | 47        | 62        | 342       | 290        | 26         | 29         | 55         | 288        |